# 4 Your Eyez Only
4 Your Eyez Only – czwarty album studyjny amerykańskiego rapera J. Cole’a. Został wydany 9 grudnia 2016 nakładem wytwórni Dreamville Records, Roc Nation i Interscope Records. 
Album zadebiutował na szczycie amerykańskiej listy Billboard 200, sprzedając się w 363,000 egzemplarzy w pierwszym tygodniu.

## Lista utworów
Spis utworów w całości pochodzi z oficjalnej strony wytwórni Dreamville Records:
Autorem wszystkich utworów jest J.Cole. 
| #   | Tytuł                     | Produkcja                                  | Czas |
| --- | ------------------------- | ------------------------------------------ | ---- |
| 1.  | „For Whom the Bell Tolls" | Elijah Scarlett, J.Cole                    | 2:07 |
| 2.  | „Immortal"                | Cardiak, Frank Dukes, Cole                 | 3:21 |
| 3.  | „Deja Vu"                 | Vinylz, Boi-1da, Velous, Cole, Ron Gilmore | 4:24 |
| 4.  | „Ville Mentality"         | Gilmore, Elite, Cole                       | 3:14 |
| 5.  | „She's Mine Pt. 1"        | Cole, Deputy, Gilmore, Elite, Chargaux     | 3:29 |
| 6.  | „Change"                  | Cole, Gilmore                              | 5:31 |
| 7.  | „Neighbors"               | Cole                                       | 3:42 |
| 8.  | „Foldin Clothes"          | Cole, Steve Lacy, Elite, Gilmore           | 5:16 |
| 9.  | „She's Mine Pt. 2"        | Cole, Deputy, Gilmore, Elite, Chargaux     | 4:38 |
| 10. | „4 Your Eyez Only"        | BLVK, Cole, Elite, Childish Major          | 8:50 |

## Certyfikaty sprzedaży
| Kraj                     | Certyfikat | Sprzedaż   |
| ------------------------ | ---------- | ---------- |
| Stany Zjednoczone (RIAA) | Platyna    | 1,000,000+ |
| Wielka Brytania (BPI)    | Srebro     | 60,000+    |